# 竜子湖区
竜子湖区（りゅうしこ-く）は、中華人民共和国安徽省蚌埠市に位置する市轄区。

## 行政区画
- 街道:東風街道、延安街道、治淮街道、東升街道、解放街道、曹山街道
- 鎮:長淮衛鎮
- 郷:李楼郷